# Bobby Smith (chanteur)
Pour les articles homonymes, voir Bobby Smith, Robert Smith et Smith.
Robert "Bobby" Smith, né le 10 avril 1936 à Abbeyville en Géorgie, et mort le 16 mars 2013 à Orlando en Floride, est un chanteur américain et le leader du groupe de soul, RnB et pop The Spinners, très populaire dans les années 1970.
Il rejoint en 1956 le groupe The Domingoes, qui est plus tard rebaptisé The Spinners, un nom adopté après avoir été proposé par Bobby Smith. Ce dernier devient le leader et le chanteur principal de la formation dès 1961, et chante sur le tube That's What Girls Are Made For, qui conduit le groupe à signer un contrat pour le label Motown Records. Après quelques années de collaboration, les Spinners quittent Motown pour Atlantic Records en 1972. Le groupe connaît alors plusieurs titres à succès, dont I'll Be Around, Could It Be I'm Falling in Love, One of a Kind (Love Affair) et Games People Play. En 1974, le groupe atteint la première place dans les charts de musique pop avec le tube Then Came You, chanté par Smith en collaboration avec Dionne Warwick. Au cours des années 1980, Bobby Smith quitte Détroit pour le New Jersey, avant de s'installer définitivement en Floride.
Il meurt à Orlando le 16 mars 2013, des suites d'une pneumonie, quelques mois après qu'un cancer du poumon lui ait été diagnostiqué. Il avait 76 ans.